# Michał Leśniak (bokser)
Michał Leśniak (ur. 21 października 1991 w Wałbrzychu) – zawodowy bokser walczący w kategorii półśredniej.

## Kariera zawodowa
18 listopada 2017 roku na gali „Noc Wojowników: Adamek vs Kassi” zmierzył się z Kamilem Młodzińskim o wakujący pas mistrza Polski w wadze superlekkiej. Werdyktem sędziów został wskazany remis w tej walce (punktowanie 97:93, 94:96, 95:95), zaś w opinii komentatora Andrzeja Kostyry pojedynek z racji swojego przebiegu mógł kandydować do tytułu polskiej walki roku. Od sierpnia 2018 toczy pojedynki w kategorii wagowej półśredniej
9 marca 2024 roku w Caen stanął do walki o pas mistrza Europy EBU kategorii półśredniej z Francuzem Jordy Weissem (31-0-1, 3 KO). Przegrał pojedynek jednogłośnie na punkty (112-116, 110-118, 111-117).

## Lista walk zawodowych[5]
| Wynik     | Rekord | Przeciwnik           | Rozstrzygnięcie | Runda   | Data              | Miejsce                                                 | Uwagi                                              |
| --------- | ------ | -------------------- | --------------- | ------- | ----------------- | ------------------------------------------------------- | -------------------------------------------------- |
| Wygrana   | 18-3-1 | Jose Edgardo Perdomo | UD              | 8 (8)   | 30 listopada 2024 | Dziadowa Kłoda                                          |                                                    |
| Porażka   | 17-3-1 | Jordy Weiss          | UD              | 12 (12) | 9 marca 2024      | Caen                                                    | Walka o mistrzostwo Europy w kategorii półśredniej |
| Wygrana   | 17-2-1 | Aleksander Jasiewicz | UD              | 8 (8)   | 10 marca 2023     | Dzierżoniów                                             |                                                    |
| Porażka   | 16-2-1 | Lukas Dekys          | UD              | 10 (10) | 18 listopada 2022 | Puławy                                                  |                                                    |
| Wygrana   | 16-1-1 | Jozef Zahradnik      | UD              | 8 (8)   | 27 sierpnia 2022  | Wrocław                                                 |                                                    |
| Wygrana   | 15-1-1 | Wilber Blanco        | KO              | 2 (8)   | 5 marca 2022      | Dzierżoniów                                             |                                                    |
| Wygrana   | 14-1-1 | Rodrigo Labre        | UD              | 8 (8)   | 13 marca 2021     | Dzierżoniów                                             |                                                    |
| Wygrana   | 13-1-1 | Miroslav Serban      | UD              | 8 (8)   | 26 września 2020  | Częstochowa                                             |                                                    |
| Wygrana   | 12-1-1 | David Bency          | UD              | 8 (8)   | 7 marca 2020      | Dzierżoniów                                             |                                                    |
| Wygrana   | 11-1-1 | Maksim Churbanov     | UD              | 8 (8)   | 25 maja 2019      | Jelenia Góra                                            |                                                    |
| Wygrana   | 10-1-1 | Vladyslav Gela       | TKO             | 7 (10)  | 29 marca 2019     | Dzierżoniów                                             |                                                    |
| Wygrana   | 9-1-1  | Ivan Njegac          | UD              | 8 (8)   | 21 września 2018  | Jastrzębie-Zdrój                                        |                                                    |
| Wygrana   | 8-1-1  | Oktavian Gratii      | MD              | 8 (8)   | 24 marca 2018     | Dzierżoniów                                             |                                                    |
| Remis     | 7-1-1  | Kamil Młodziński     | SD              | 10 (10) | 18 listopada 2017 | Hala Sportowa, ul. Żużlowa 4, Częstochowa               | walka o pas Mistrza Polski                         |
| Wygrana   | 7-1    | Kamil Młodziński     | MD              | 8 (8)   | 30 września 2017  | Łomianki                                                |                                                    |
| Wygrana   | 6-1    | Nadzir Bakhshyieu    | UD              | 6 (6)   | 4 marca 2017      | Dzierżoniów                                             |                                                    |
| Wygrana   | 5-1    | Łukasz Gworek        | UD              | 6 (6)   | 24 września 2016  | Kalisz                                                  |                                                    |
| Wygrana   | 4-1    | Patryk Jackowiak     | TKO             | 1 (6)   | 14 marca 2016     | Kędzierzyn-Koźle                                        |                                                    |
| Przegrana | 3-1    | Damian Wrzesiński    | UD              | 6 (6)   | 27 lutego 2016    | Radom                                                   |                                                    |
| Wygrana   | 3-0    | Andrei Staliarchuk   | MD              | 4 (4)   | 19 czerwca 2015   | Hala sportowo-widowiskowa KSZO, Ostrowiec Świętokrzyski |                                                    |
| Wygrana   | 2-0    | Janos Vass           | TKO             | 2 (4)   | 16 maja 2015      | Inowrocław                                              |                                                    |
| Wygrana   | 1-0    | Luka Leskovic        | UD              | 4 (4)   | 14 marca 2015     | Lubin                                                   | debiut zawodowy                                    |

TKO – techniczny nokaut, KO – nokaut, UD – jednogłośna decyzja, SD- niejednogłośna decyzja, MD – decyzja większości, PTS – walka zakończona na punkty, DQ – dyskwalifikacja